# Parker Porter
Parker Frederick Porter (Hartford, Connecticut, 22 de abril de 1985) es un artista marcial mixto estadounidense que compite en la división de peso pesado de Ultimate Fighting Championship.

## Antecedentes
Jugó al béisbol, al lacrosse y al fútbol americano en su juventud. Después de la escuela secundaria, Porter comenzó a hacer ejercicio para perder peso, con el tiempo incursionar en las artes marciales mixtas para la variación de la formación a la edad de 21 años.

## Carrera en las artes marciales mixtas

### Carrera temprana
Hizo su debut profesional en MMA el 13 de octubre de 2007 en un club nocturno de Revere, Massachusetts, donde ganó la pelea por KO en el tercer asalto. Le pagaron 300 dólares por el combate y luchó frente a 30 personas.
Posteriormente, acumuló un récord de 5-2 en varias organizaciones regionales, con una de esas derrotas ante el futuro campeón de peso semipesado de la UFC Jon Jones, que se produjo en el único combate de peso semipesado de Porter, en el que fue noqueado en el primer minuto tras un corte de peso fallido. Durante este período, también capturó el Campeonato de Peso Pesado de Reality Fighting al noquear a Mike Dexter.
Defendería el Campeonato de Peso Pesado de Reality Fighting contra Gabriel Gonzaga, que regresaba tras un periodo de inactividad y entre los periodos de UFC. Porter perdería el combate tras ser sometido con un estrangulamiento de brazo en el tercer asalto, perdiendo el Campeonato de Peso Pesado de Reality Fighting.
Firmaría con Bellator MMA e hizo su debut en Bellator contra Josh Diekmann el 7 de septiembre de 2013 en Bellator 98, perdiendo por TKO en el primer asalto.
Tras un parón de casi un año y medio, realizó su segundo combate para Bellator el 17 de julio de 2015 en Bellator 140 contra Eric Bedard. Ganó el combate por sumisión en el segundo asalto.
Tuvo un parón de casi 3 años por cuestiones personales y por tener que asegurar económicamente a su familia. Volvió el 6 de enero de 2018 en Reality Fighting donde ganó por TKO en el tercer asalto contra J.A. Dudley.
Hizo su debut en CES MMA contra Keith Bell el 2 de noviembre de 2018 en CES MMA 53. Estaba aparentemente en camino a una victoria en el primer asalto a través de golpes en el suelo. Sin embargo, el árbitro Kevin MacDonald le advirtió varias veces sobre los golpes en la parte posterior de la cabeza y finalmente pidió tiempo en la marca de 2:30 del primer asalto. Cuando se consideró que Bell no estaba en condiciones de continuar, se le concedió la victoria por descalificación.
Se enfrentó a Kevin Ray Sears el 31 de mayo de 2019 en CES MMA 56. Ganó el combate por sumisión en el segundo asalto.
Se enfrentó a Dirlei Broenstrup el 7 de septiembre de 2019 en CES MMA 58. Ganó el combate por TKO en el tercer asalto.

### Ultimate Fighting Championship
Debutó en la UFC con nueve días de antelación contra Chris Daukaus el 15 de agosto de 2020 en UFC 252. Perdió el combate por parada médica en el primer asalto después de que una serie de puñetazos y un rodillazo le hicieran caer.
Se enfrentó a Josh Parisian el 28 de noviembre de 2020 en UFC on ESPN: Smith vs. Clark. Ganó el combate por decisión unánime.
Estaba programado para enfrentarse a Chase Sherman el 17 de abril de 2021 en UFC on ESPN: Whittaker vs. Gastelum. Sin embargo, fue retirado del evento por razones no reveladas y fue reemplazado por Andrei Arlovski.
Se enfrentó a Chase Sherman el 21 de agosto de 2021 en UFC on ESPN: Cannonier vs. Gastelum. Ganó el combate por decisión unánime.
Se enfrentó a Alan Baudot el 19 de febrero de 2022 en UFC Fight Night: Walker vs. Hill. Ganó el combate por decisión unánime.
Se enfrentó a Jailton Almeida el 21 de mayo de 2022 en UFC Fight Night: Holm vs. Vieira. Perdió el combate por sumisión en el primer asalto.

## Vida personal
Tiene dos hijos gemelos nacidos en 2013 y un tercer hijo, Charlie (nacido en 2020).

## Campeonatos y logros

### Artes marciales mixtas
- Reality Fighting
  - Campeonato de Peso Pesado de Reality Fighting (una vez)[8]

## Récord en artes marciales mixtas
| Resultado | Récord | Oponente              | Método                                 | Evento                               | Fecha                    | Ronda | Tiempo | Localización              | Notas                                                                   |
| --------- | ------ | --------------------- | -------------------------------------- | ------------------------------------ | ------------------------ | ----- | ------ | ------------------------- | ----------------------------------------------------------------------- |
| Derrota   | 12-7   | Jailton Almeida       | Sumisión (estrangulamiento por detrás) | UFC Fight Night: Holm vs. Vieira     | 21 de mayo de 2022       | 1     | 4:35   | Las Vegas, Nevada         |                                                                         |
| Victoria  | 12-6   | Alan Baudot           | Decisión (unánime)                     | UFC Fight Night: Walker vs. Hill     | 19 de febrero de 2022    | 3     | 5:00   | Las Vegas, Nevada         |                                                                         |
| Victoria  | 11-6   | Chase Sherman         | Decisión (unánime)                     | UFC on ESPN: Cannonier vs. Gastelum  | 21 de agosto de 2021     | 3     | 5:00   | Las Vegas, Nevada         |                                                                         |
| Victoria  | 10-6   | Josh Parisian         | Decisión (unánime)                     | UFC on ESPN: Smith vs. Clark         | 28 de noviembre de 2020  | 3     | 5:00   | Las Vegas, Nevada         |                                                                         |
| Derrota   | 9-6    | Chris Daukaus         | TKO (puñetazos y rodillazo)            | UFC 252                              | 15 de agosto de 2020     | 1     | 4:28   | Las Vegas, Nevada         |                                                                         |
| Victoria  | 9-5    | Dirlei Broenstrup     | TKO (puñetazos)                        | CES MMA 58: De Jesus vs. Lozano      | 7 de septiembre de 2019  | 3     | 3:17   | Hartford, Connecticut     |                                                                         |
| Victoria  | 8-5    | Kevin Ray Sears       | Sumisión (kimura)                      | CES MMA 56: Boyington vs. Dubuque    | 31 de mayo de 2019       | 2     | 2:29   | Hartford, Connecticut     |                                                                         |
| Derrota   | 7-5    | Keith Bell            | Descalificación (puñetazos en la nuca) | CES MMA 53: Gravely vs. Nordby       | 2 de noviembre de 2018   | 1     | 2:30   | Lincoln, Rhode Island     |                                                                         |
| Victoria  | 7-4    | J.A. Dudley           | TKO (puñetazos)                        | Reality Fighting: Mohegan Sun        | 6 de enero de 2018       | 3     | 1:16   | Uncasville, Connecticut   |                                                                         |
| Victoria  | 6-4    | Eric Bedard           | Sumisión (llave de bloqueo)            | Bellator 140                         | 17 de julio de 2015      | 2     | 2:51   | Uncasville, Connecticut   |                                                                         |
| Derrota   | 5-4    | Josh Diekmann         | TKO (puñetazos)                        | Bellator 98                          | 7 de septiembre de 2013  | 1     | 1:12   | Uncasville, Connecticut   |                                                                         |
| Derrota   | 5-3    | Gabriel Gonzaga       | Sumisión (estrangulamiento del brazo)  | Reality Fighting: Gonzaga vs. Porter | 8 de octubre de 2011     | 3     | 1:50   | Uncasville, Connecticut   | Perdió el Campeonato de Peso Pesado de Reality Fighting.                |
| Victoria  | 5-2    | Mike Dexter           | KO (puñetazos)                         | Reality Fighting: Mohegan Sun        | 26 de febrero de 2011    | 1     | 1:36   | Uncasville, Connecticut   | Ganó el vacante Campeonato de Peso Pesado de Reality Fighting.          |
| Derrota   | 4-2    | Gabriel Salinas-Jones | Sumisión (manivela del cuello)         | XFC 13: Unstoppable                  | 3 de diciembre de 2010   | 1     | 4:50   | Tampa, Florida            |                                                                         |
| Victoria  | 4-1    | Lee Beane             | Sumisión (estrangulamiento por detrás) | CES MMA: First Blood                 | 17 de septiembre de 2010 | 1     | 2:36   | Lincoln, Rhode Island     |                                                                         |
| Victoria  | 3-1    | Mark Hoxie            | TKO (sumisión a puñetazos)             | Reality Fighting: Ferocity           | 7 de noviembre de 2009   | 1     | 1:09   | Plymouth, Massachusetts   |                                                                         |
| Derrota   | 2-1    | Jon Jones             | KO (puñetazo)                          | World Championship Fighting 3        | 20 de junio de 2008      | 1     | 0:36   | Wilmington, Massachusetts | Originalmente un combate de peso semipesado; Porter no alcanzó el peso. |
| Victoria  | 2-0    | Randy Smith           | Decisión (unánime)                     | CZ 25: Cage Masters 4                | 12 de enero de 2008      | 3     | 4:00   | Revere, Massachusetts     |                                                                         |
| Victoria  | 1-0    | Kiplagott Stewart     | KO (puñetazos)                         | CZ 24: Renaissance                   | 13 de octubre de 2007    | 3     | 0:16   | Revere, Massachusetts     |                                                                         |